# 金城崖墓群
金城崖墓群位於四川省南充市儀隴縣，文物遺址年代判定為東漢。2012年7月16日公佈為第八批四川省文物保護單位。

## 簡介[2]
金城崖墓群分佈四川省南充市儀隴縣金城鎮的王家灣、石壩崖、海螺溝三處地方，均開鑿在靠河岸的石壁上，屬小型單室東漢崖墓，墓門枋、門框以及門榻上額所刻的仿木建築、人物、動物和植物圖像還保存完好。金城崖墓群墓葬形制特別，保存基本完好，是儀隴地區到目前發現最早的墓葬，具有極高的歷史價值。墓室雕刻精美、栩栩如生，是研究古代建築的重要實物資料，具有較高的研究價值和藝術價值。第三次全國文物普查新發現。